# Gmina Kobylin-Borzymy
Die Gmina Kobylin-Borzymy ist eine Landgemeinde im Powiat Wysokomazowiecki der Woiwodschaft Podlachien in Polen. Ihr Sitz ist das gleichnamige Dorf (litauisch Kobilin Božimai) mit etwa 240 Einwohnern.

## Gliederung
Zur Landgemeinde Kobylin-Borzymy gehören weitere Dörfer mit 40 Schulzenämtern:
Franki-Dąbrowa
Franki-Piaski
Garbowo-Kolonia
Kierzki
Kłoski-Młynowięta
Kłoski-Świgonie
Kobylin-Borzymy
Kobylin-Cieszymy
Kobylin-Kruszewo
Kobylin-Kuleszki
Kobylin-Latki
Kobylin-Pieniążki
Kobylin-Pogorzałki
Kropiwnica-Gajki
Kropiwnica-Racibory
Kurowo
Kurowo-Kolonia
Kurzyny
Makowo
Milewo Zabielne
Mojki
Nowe Garbowo
Piszczaty-Kończany
Piszczaty-Piotrowięta
Pszczółczyn
Sikory-Bartkowięta
Sikory-Bartyczki
Sikory-Janowięta
Sikory-Pawłowięta
Sikory-Piotrowięta
Sikory-Tomkowięta
Sikory-Wojciechowięta
Stare Garbowo
Stare Wnory
Stypułki-Borki
Stypułki-Szymany
Stypułki-Święchy
Wnory-Kużele
Wnory-Wandy
Zalesie Łabędzkie